# 尤蔭蔭
尤蔭蔭（英語：Xaviera Yau，1991年12月10日—）香港無綫電視女藝員，曾參選2012年香港小姐競選，落選後曾主持兒童節目，亦有拍攝電視劇。
2018年至2020年以自由身形式參與無綫節目。

## 作品

### 無綫電視
- 愛·回家 (第一輯)
- 猩猩補習班
- TVB娛樂新聞台
- 新春旅遊行大運
- 眼睛去旅行
- 識玩旅行團
- 姊妹淘
- 香港愛情故事
- 陀槍師姐2021

### 奇妙電視
- 奇妙電視新聞發佈會主持

## 外部連結
- 2012香港小姐競選 - 尤蔭蔭 Xaviera Yau - 佳麗檔案 - tvb.com
- 尤蔭蔭的Facebook專頁
- 尤蔭蔭的Instagram帳戶